# Zufallsvektor
Als Zufallsvektor bezeichnet man in der Stochastik eine Funktion, die auf einem Wahrscheinlichkeitsraum definiert ist, Werte im {\displaystyle \mathbb {R} ^{n}} annimmt und messbar ist. Zufallsvektoren bilden das höherdimensionale Pendant von reellwertigen Zufallsvariablen. Viele der Eigenschaften von reellwertigen Zufallsvariablen übertragen sich direkt oder nach kleinen Modifikationen auf Zufallsvektoren.
Zufallsvektoren sollten nicht mit stochastischen Vektoren, auch Wahrscheinlichkeitsvektoren genannt, verwechselt werden. Bei ihnen handelt es sich um Vektoren aus {\displaystyle \mathbb {R} ^{n}}, deren Einträge nicht-negativ sind und sich zu eins aufsummieren. Zufallsvektoren hingegen sind Abbildungen. 

## Definition
Es bezeichne {\displaystyle {\mathcal {B}}(\cdot )} die Borelsche σ-Algebra. Sei {\displaystyle (\Omega ,{\mathcal {A}},P)} ein Wahrscheinlichkeitsraum und {\displaystyle m} eine natürliche Zahl. Dann heißt eine Abbildung
{\displaystyle X\colon (\Omega ,{\mathcal {A}},P)\to (\mathbb {R} ^{m},{\mathcal {B}}(\mathbb {R} ^{m}))}
für die
{\displaystyle X^{-1}({\mathcal {B}}(\mathbb {R} ^{m}))\subset {\mathcal {A}}}
gilt ein {\displaystyle m}-dimensionaler Zufallsvektor. Für {\displaystyle m=1} ergibt sich  eine reelle Zufallsvariable, so dass von einem Zufallsvektor in der Regel nur für {\displaystyle m\geq 2} spricht.
Die beiden folgenden Definitionen sind äquivalent:
- {\displaystyle X} ist eine messbare Funktion auf einem Wahrscheinlichkeitsraum nach {\displaystyle \mathbb {R} ^{m}}, versehen mit der Borelschen σ-Algebra.
- Es ist {\displaystyle X=(X_{1},X_{2},\dots ,X_{m})} für reellwertige Zufallsvariablen {\displaystyle X_{1},X_{2},\dots ,X_{m}} auf dem Wahrscheinlichkeitsraum {\displaystyle (\Omega ,{\mathcal {A}},P)}. Diese Definition nutzt aus, dass eine Abbildung nach {\displaystyle \mathbb {R} ^{m}} genau dann messbar ist, wenn ihre Komponentenfunktionen messbar sind.

## Eigenschaften

### Momente
Für einen Zufallsvektor {\displaystyle X} wird (bei Integrierbarkeit der Komponenten) der Erwartungswertvektor definiert als folgender Spaltenvektor
{\displaystyle \operatorname {E} (X)=(\operatorname {E} (X_{1}),\operatorname {E} (X_{2}),\dots ,\operatorname {E} (X_{m}))^{\top }}
und ist somit der Vektor der Erwartungswerte der Komponenten.
Für die zweiten Momente wird (bei Quadratintegrierbarkeit der Komponenten) die Kovarianzmatrix des Zufallsvektors definiert als diejenige {\displaystyle m\times m}-Matrix, bei der in der {\displaystyle i}-ten Zeile und der {\displaystyle j}-ten Spalte die Kovarianz der Komponenten {\displaystyle X_{i}} und {\displaystyle X_{j}}, also
{\displaystyle a_{i,j}:=\operatorname {Cov} (X_{i};X_{j})}.

### Unabhängigkeit
Die stochastische Unabhängigkeit von Zufallsvektoren {\displaystyle X} und {\displaystyle Y} wird analog zur Definition für reellwertige Zufallsvariablen definiert als die stochastische Unabhängigkeit der erzeugten σ-Algebren {\displaystyle \sigma (X)} und {\displaystyle \sigma (Y)}. Hierbei bezeichnet {\displaystyle \sigma (X)} die Initial-σ-Algebra von {\displaystyle X}.

### Verteilungen
Die Verteilung eines Zufallsvektors wird eine Multivariate Wahrscheinlichkeitsverteilung genannt und ist ein Wahrscheinlichkeitsmaß auf dem {\displaystyle \mathbb {R} ^{m}}. Sie ist genau die gemeinsame Verteilung der Komponenten des Zufallsvektors.

### Stetige und diskrete Zufallsvektoren
Analog zu reellwertigen Zufallsvariablen nennt man einen Zufallsvektor, dessen Verteilung eine Wahrscheinlichkeitsdichtefunktion besitzt, einen stetigen Zufallsvektor. Ebenso wird ein Zufallsvektor, der nur abzählbar viele Werte annimmt, ein diskreter Zufallsvektor genannt.

### Verteilungsfunktion
Wie auch reellwertigen Zufallsvariablen lassen sich Zufallsvektoren Verteilungsfunktionen zuweisen. Sie werden multivariate Verteilungsfunktionen genannt.

## Konvergenz
Konvergenz in Verteilung, Konvergenz in Wahrscheinlichkeit und Fast sichere Konvergenz lassen sich problemlos auf Zufallsvektoren übertragen, da sie meist zumindest für separable metrische Räume definiert werden und diese Definitionen demnach auch für den {\displaystyle \mathbb {R} ^{m}} gültig sind.
Lediglich die Charakterisierung der Verteilungskonvergenz über die Verteilungsfunktion ist nicht mehr möglich. Der Stetigkeitssatz von Lévy hingegen gilt aber weiterhin.

### Satz von Cramér-Wold
Die folgende Aussage ermöglicht es, die Konvergenz in Verteilung in {\displaystyle \mathbb {R} ^{n}} auf die Konvergenz in Verteilung in {\displaystyle \mathbb {R} } zu reduzieren. Sie wird als Satz von Cramér-Wold oder Cramér-Wold-Device (dt. Cramér-Wold-Hilfsmittel) bezeichnet.
Es bezeichnet {\displaystyle \langle \cdot ;\cdot \rangle } das Standardskalarprodukt. Sei {\displaystyle (X_{n})_{n\in \mathbb {N} }} eine Folge von Zufallsvektoren in {\displaystyle \mathbb {R} ^{m}}. Dann ist äquivalent:
- Die {\displaystyle X_{n}} konvergieren in Verteilung gegen {\displaystyle X}
- Für jedes {\displaystyle c\in \mathbb {R} ^{m}} existiert eine reellwertige Zufallsvariable {\displaystyle X^{c}}, so dass {\displaystyle \langle c;X_{n}\rangle } in Verteilung gegen {\displaystyle X^{c}} konvergiert.

Gilt eine von beiden Aussagen (und somit beide), so besitzt {\displaystyle X^{c}} für alle {\displaystyle c\in \mathbb {R} ^{m}} dieselbe Verteilung wie {\displaystyle \langle c;X\rangle }.

## Verallgemeinerungen
Eine mögliche Verallgemeinerung eines Zufallsvektoren ist eine Zufallsmatrix. Sie ist eine matrixwertige Zufallsvariable, ihre Verteilung wird eine matrixvariate Wahrscheinlichkeitsverteilung genannt.